# Front Aryjski
Front Aryjski (czes. Árijská fronta, AF) – czeska kolaboracyjna organizacja w Protektoracie Czech i Moraw podczas II wojny światowej
Front Aryjski powstał w 1937 r. Jego działacze, głoszący hasła czystości rasowej (aryjskości) Słowian, uważali się za wiodącą organizację czeskich faszystów. Faktycznie jego liczebność wynosiła zaledwie ok. 300 członków. Po zajęciu Czechosłowacji przez wojska niemieckie w marcu 1939 r., przywódcy AF ogłosili otwarty list do Niemców, w którym zaproponowali utworzenie Narodowego Aryjskiego Frontu Kulturalnego.